# Clemente Yerovi
Clemente Yerovi Indaburu (Barcelona, 10 de agosto de 1904 – Guayaquil, 19 de julho de 1981) foi um político hispano-equatoriano. Ocupou o cargo de presidente interino de seu país entre 30 de março de 1966 e 16 de novembro de 1966. Além disso, foi ministro da economia do Equador no governo de Galo Plaza Lasso.